# Даремський університет

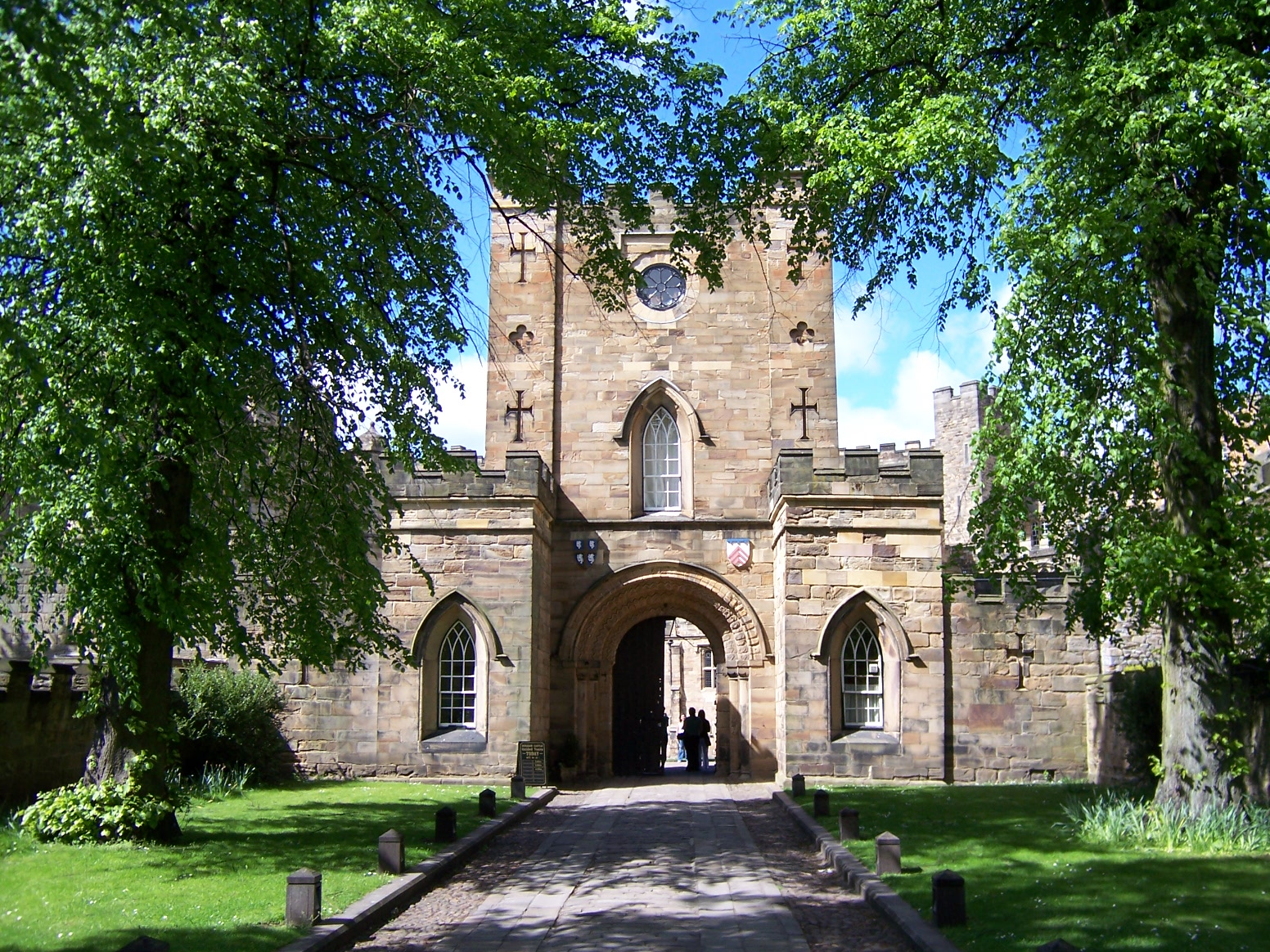
Даремський замок, де розташовано університетський коледж — найстаріше з використовуваних на сьогодні університетських приміщень у світі.

Університе́т Да́рема, або Да́ремський університе́т, (англ. University of Durham; англ. Durham University) — університет у місті Дарем, Англія. Заснований актом парламента в 1832 р., одержав королівську хартію в 1837 р. Вважається третім за віком університетом Англії, адже до нього в Англії існували тільки Оксфордський і Кембриджський університети (а також Нортгемптонський університет, який проіснував лише 4 роки). Називатися третім також претендує Лондонський університет, оскільки його різні підрозділи, що однак не мали університетського статусу, існували раніше.
Дарем складається из центральних департаментів (факультетів) і 16 коледжів. В університеті створені два музеї — Музей Сходу Даремського університету та Музей Археології Даремського університету.
Студенти університету — здебільшого представники середнього і вищого класу суспільства..
Згідно з останніми дослідженнями, за престижністю Дарем — 4-й у Великій Британії. Університет є членом дослідницької групи «Група 1994», що заснована 1994 р.